# Бозіно (Ярський район)
Бо́зіно (рос. Бозино) — присілок у складі Ярського району Удмуртії, Росія.
В 1960-их роках присілок був центром Бозінської сільської ради.

## Населення
Населення — 77 осіб (2010, 105 у 2002).
Національний склад станом на 2002 рік:
- удмурти — 78 %